# 小行星1301
小行星1301（1301 Yvonne）是一颗围绕太阳公转的小行星。1934年3月7日，路易·博耶在阿尔及尔发现了此天体。
該小行星以發現者的姐妹伊馮娜·博耶（Yvonne Boyer）命名。
这颗小行星的绝对星等为302.1170734779632等。